# Raphael Nageler
Raphael Nageler (* 18. Mai 1998) ist ein österreichischer Fußballspieler.

## Karriere
Nageler begann seine Karriere bei ATUS Nötsch. 2007 wechselte er zum SC Hermagor. 2012 kam er in die AKA Kärnten. Nachdem diese vom Wolfsberger AC übernommen worden war, spielte er ab 2014 in der Akademie des WAC. Diese verließ er nach der Saison 2014/15.
Nach einem halben Jahr ohne Verein wechselte er im Jänner 2016 zu den Amateuren des SK Austria Klagenfurt. Zur Saison 2016/17 rückte Nageler in den Kader der Regionalligamannschaft von Klagenfurt. Sein Debüt in der Regionalliga gab er im Juli 2016, als er am ersten Spieltag jener Saison gegen den FC Gleisdorf 09 in der Startelf stand und in der 81. Minute durch Karamoko Sogodogo ersetzt wurde. Sein erstes Tor in der Regionalliga erzielte er im August 2016 bei einer 4:2-Niederlage gegen den ATSV Wolfsberg.
Mit Austria Klagenfurt stieg er 2018 in die 2. Liga auf. In der Aufstiegssaison 2017/18 kam er jedoch zu keinem Einsatz. Sein Debüt in der zweithöchsten Spielklasse gab er im September 2018, als er am achten Spieltag der Saison 2018/19 gegen den SC Wiener Neustadt in der 90. Minute für Volkan Akyıldız eingewechselt wurde.
Zur Saison 2019/20 wechselte er zum fünftklassigen FC Hermagor, für den er bereits in seiner Jugend gespielt hatte. Für Hermagor machte er sechs Spiele in der Unterliga. Zur Saison 2020/21 schloss er sich ATUS Nötsch an, wo er einst seine Karriere begonnen hatte.